# Pigniu
Pigniu ([piˈɲiʊ̯]ⓘ, deutsch und bis 1943 offiziell Panix, anschliessend bis 1984 offiziell Pigniu/Panix) ist eine Fraktion der Gemeinde Ilanz/Glion im Schweizer Kanton Graubünden. Bis Ende 2013 bildete es eine eigene politische Gemeinde.

## Geographie

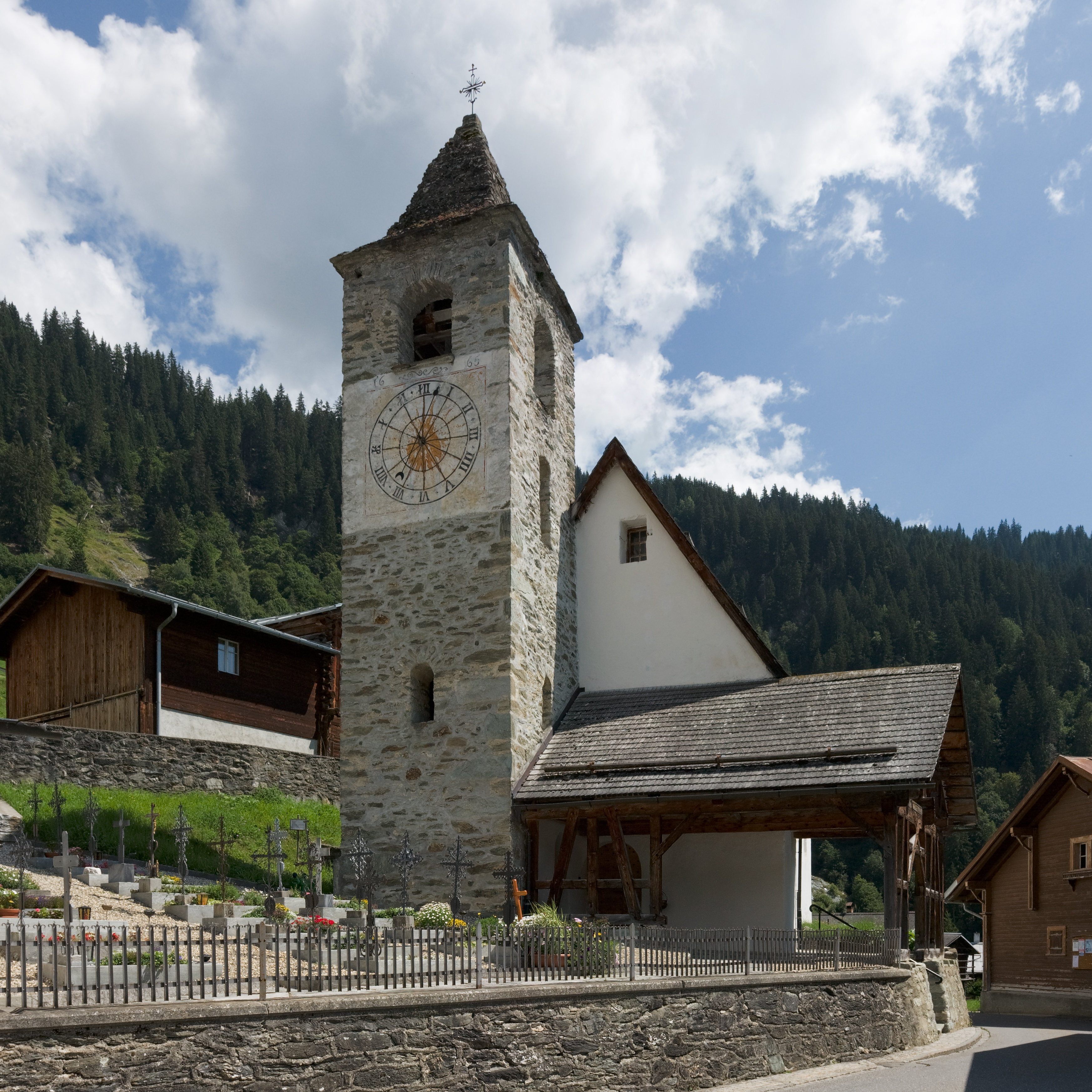
Dorfkirche

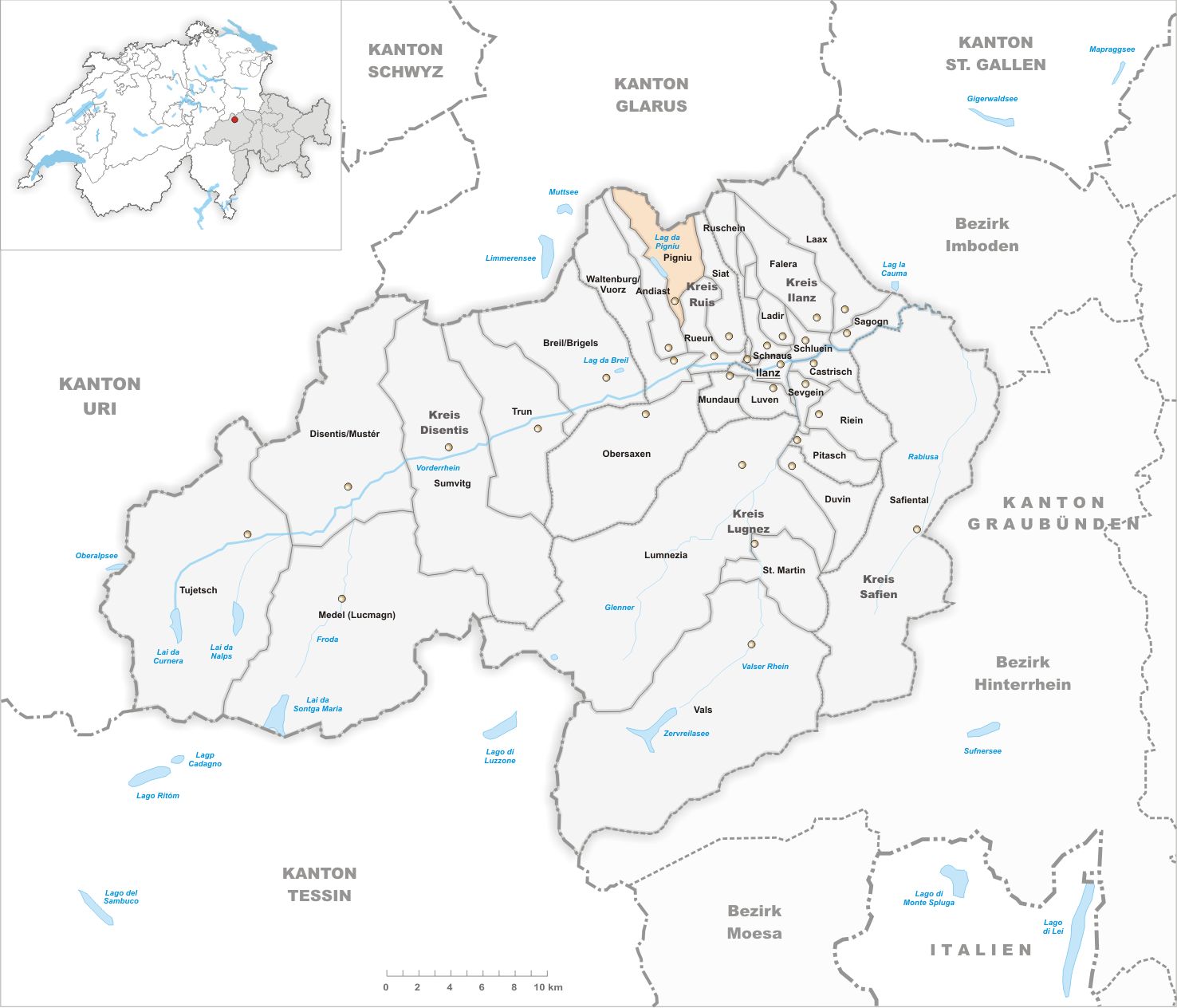
Gemeindestand vor der Fusion am 1. Januar 2014

Die Gemeinde liegt im vom Schmuér durchflossenen Panixertal, einem steil ansteigenden nördlichen Seitental des Vorderrheintals, elfeinhalb Kilometer nordwestlich von Ilanz. Sie hat einen Anteil am Vorabgletscher. Nördlich und oberhalb des Orts liegt der Panixersee (1452 m ü. M.), und wenig entfernt befindet sich der Wasserfall Aua da Fluaz. Der gesamte Nordteil der Gemeinde besteht aus Gebirge, was sich auch in der Arealstatistik niederschlägt. Von den rund 18 km² Gemeindegebiet sind 877 ha unproduktive Flächen bzw. Gebirge. Von den 647 ha landwirtschaftlicher Nutzflächen sind 598 ha Alpwirtschaften oder Maiensässen. Weitere 267 ha sind von Wald und Gehölz bedeckt, und der Rest von 7 ha ist Siedlungsfläche. 77 Prozent des Gebiets der ehemaligen Gemeinde werden von der Alp Ranasca  beansprucht, die der Gemeinde Domat/Ems gehört.
Sorgen bereiten den Dorfbewohnern die alljährlichen Rüfen und Rutsche, die auch das Strassennetz schädigen. Durch die Realisierung des Panixersees, der zu rund 60 % auf Panixer Gemeindegebiet liegt, wurden finanzielle Beiträge erwirtschaftet, die den Gemeindehaushalt entlasteten. 
Der hochalpine Panixerpass (rätoromanisch Pass dil Veptga) verbindet Pigniu mit Elm im Glarner Sernftal. Er erlangte einige Bekanntheit, als das Heer des russischen Generals Suworow in einem Ausweichmanöver vor den Franzosen den winterlich eingeschneiten Pass überquerte. Heute führt diese häufig begangene alpine Passwanderung zur Hauptsache im Hochsommer vom Sernftal nach Pigniu oder Andiast.
Der Fernwanderweg Senda Sursilvana führt als touristisch markierter Höhenweg von Breil/Brigels-Waltensburg/Vuorz-Andiast durch Panix und weiter entlang des jungen Rheins in Richtung Chur.

## Geschichte
Der Ort ist 1403 als Pingyow belegt. Der deutsche Name Panix tritt in Urkunden seit 1522 neben dem rätoromanischen Pigniu auf. Möglicherweise war Pigniu eine von Andiast aus erschlossene Siedlung an der alten Alpentransversale über Glarus und den Lukmanier. Die 1465 geweihte Kirche St. Valentin – im 17. Jahrhundert Ziel einer populären Wallfahrt – war Rueun unterstellt, bis Pigniu 1667 eine Pfarrei bildete. Am 7. Oktober 1799 wurde Pigniu von der Suworow-Armee geplündert und verbrannt. Erst in den 1930er Jahren wurde die Kantonsstrasse zwischen Pigniu und Rueun erstellt.
Seit 1992 gewinnen die Repower (vormals NOK) Strom aus dem Stausee von Pigniu, der zu 40 Prozent auf Andiaster Gebiet liegt. Das traditionelle Bergbauerndorf verzeichnet kein Gewerbe und keinen Laden. Die Schule wurde 1974 aufgegeben. Ab 1972 wurde Pigniu von der Patengemeinde Schlieren unterstützt.
Am 1. Januar 2014 fusionierte Pigniu mit den damaligen Gemeinden Castrisch, Duvin, Ilanz, Ladir, Luven, Pitasch, Riein, Rueun, Ruschein, Schnaus, Sevgein, Siat zur neuen Gemeinde Ilanz/Glion.

## Wappen
| Wappen von Pigniu | Blasonierung: «In Rot hinter einem Knaben stehend der silberne (weisse) heilige Valentin als Bischof» |
| Wappen von Pigniu | Umsetzung eines Siegelmotivs, das auf den Patron der Pfarrkirche verweist.                            |

## Bevölkerung
| Bevölkerungsentwicklung | Bevölkerungsentwicklung | Bevölkerungsentwicklung | Bevölkerungsentwicklung | Bevölkerungsentwicklung | Bevölkerungsentwicklung | Bevölkerungsentwicklung | Bevölkerungsentwicklung |
| ----------------------- | ----------------------- | ----------------------- | ----------------------- | ----------------------- | ----------------------- | ----------------------- | ----------------------- |
| Jahr                    | 1835                    | 1850                    | 1900                    | 1920                    | 1950                    | 2000                    | 2013                    |
| Einwohner               | 73                      | 70                      | 61                      | 87                      | 78                      | 45                      | 26                      |

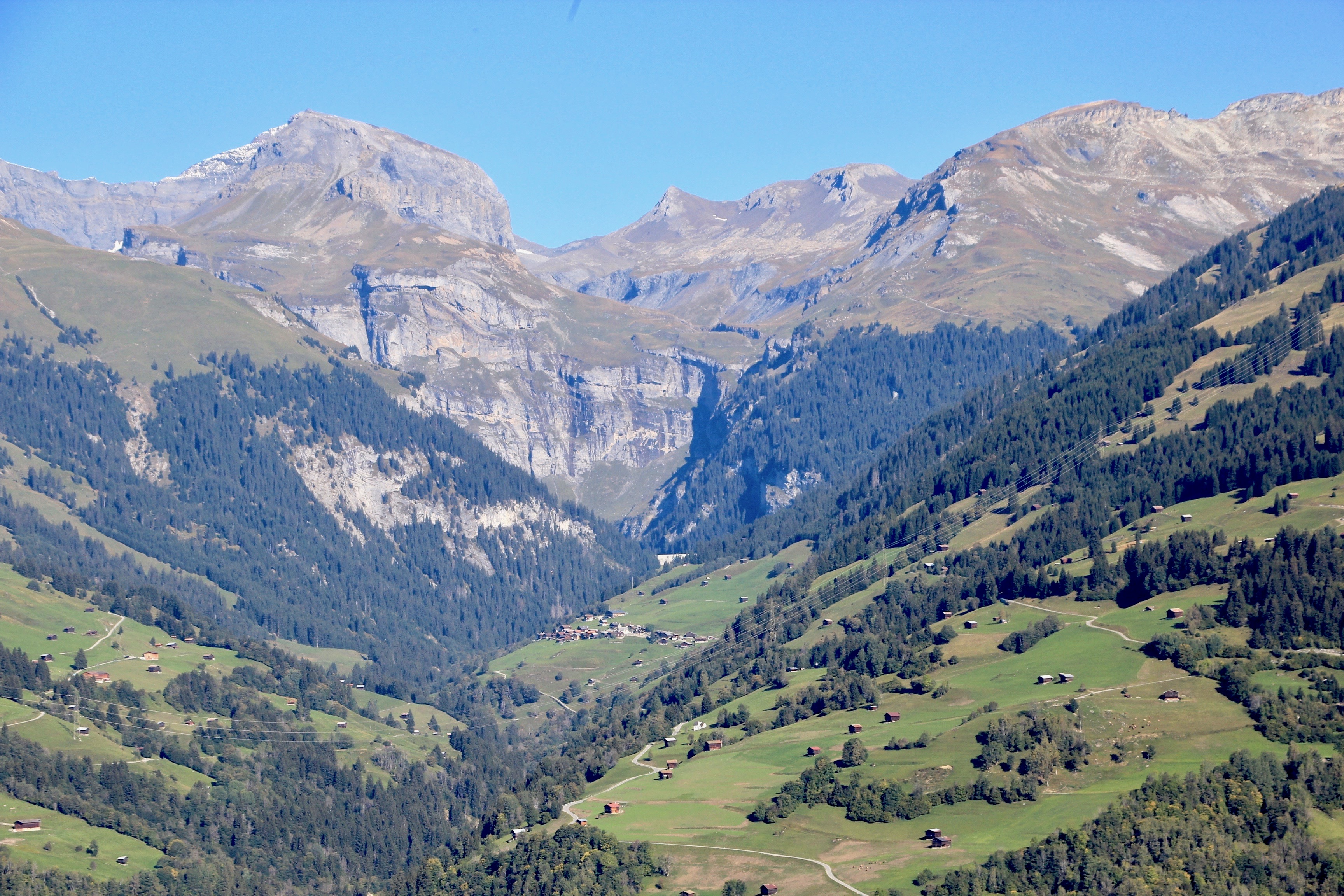
Pigniu unterhalb der Bildmitte, hinten die Staumauer des Panixersees

Eine Volkszählung von 1835 zählte in Pigniu 73 Gemeindebürger, dazu lebten 11 auswärts in einer anderen Gemeinde, und zwei Einwohner stammten aus einer anderen Bündner Gemeinde.
Die von der Berglandwirtschaft lebende Bevölkerung hatte seither nur in den 1930er Jahren eine maximale Einwohnerzahl von rund 80 Personen erreicht, muss aber heute wegen einer fortschreitenden Überalterung und drohenden Abwanderung mit einem stärkeren Bevölkerungsschwund rechnen. Die Einwohner sind grossmehrheitlich römisch-katholisch und sprechen das rätoromanische Idiom Sursilvan.

## Verkehr
Die Strassenverbindung von Rueun nach Pigniu bestand bis 1907 aus einem schmalen Fahrweg, der 1907 und 1922/23 bis 1931 wiederholt ausgebaut wurde und die Gemeindekasse stark belastete. Die Gemeinde hat ein weit reichendes Netz von Haupt- und Nebenstrassen sowie Meliorationswegen zu unterhalten. Teile des Strassennetzes wurden 1926 durch die Gemeinde Domat/Ems mitfinanziert, da sie Besitzerin der zur Panixer-Passhöhe führenden Alp Ranasca ist. 1974 wurde ein Postautodienst nach Rueun finanziert, der auch die Schulkinder ins Tal brachte.

## Sehenswürdigkeiten

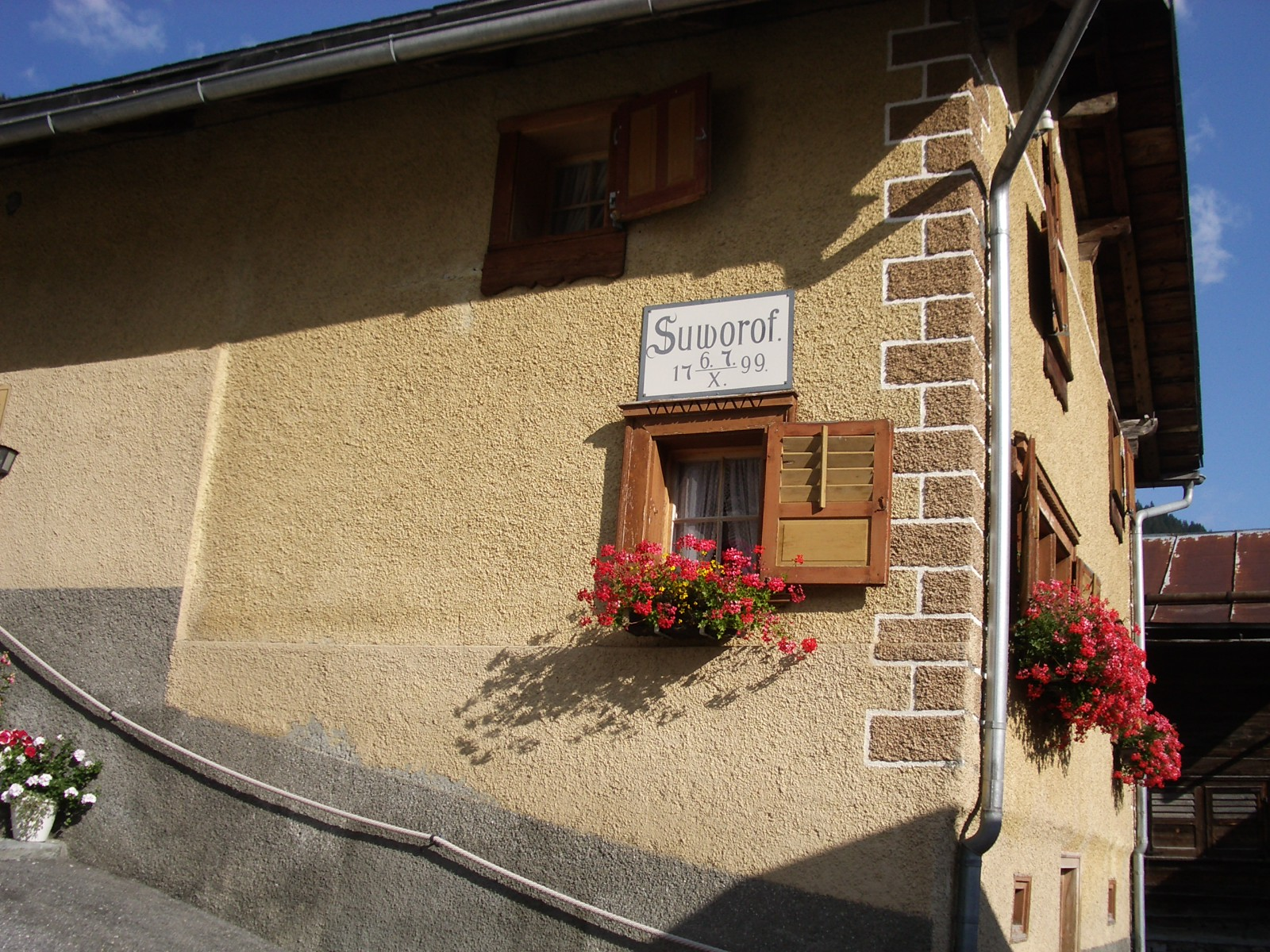
Quartier des Generals Suworow

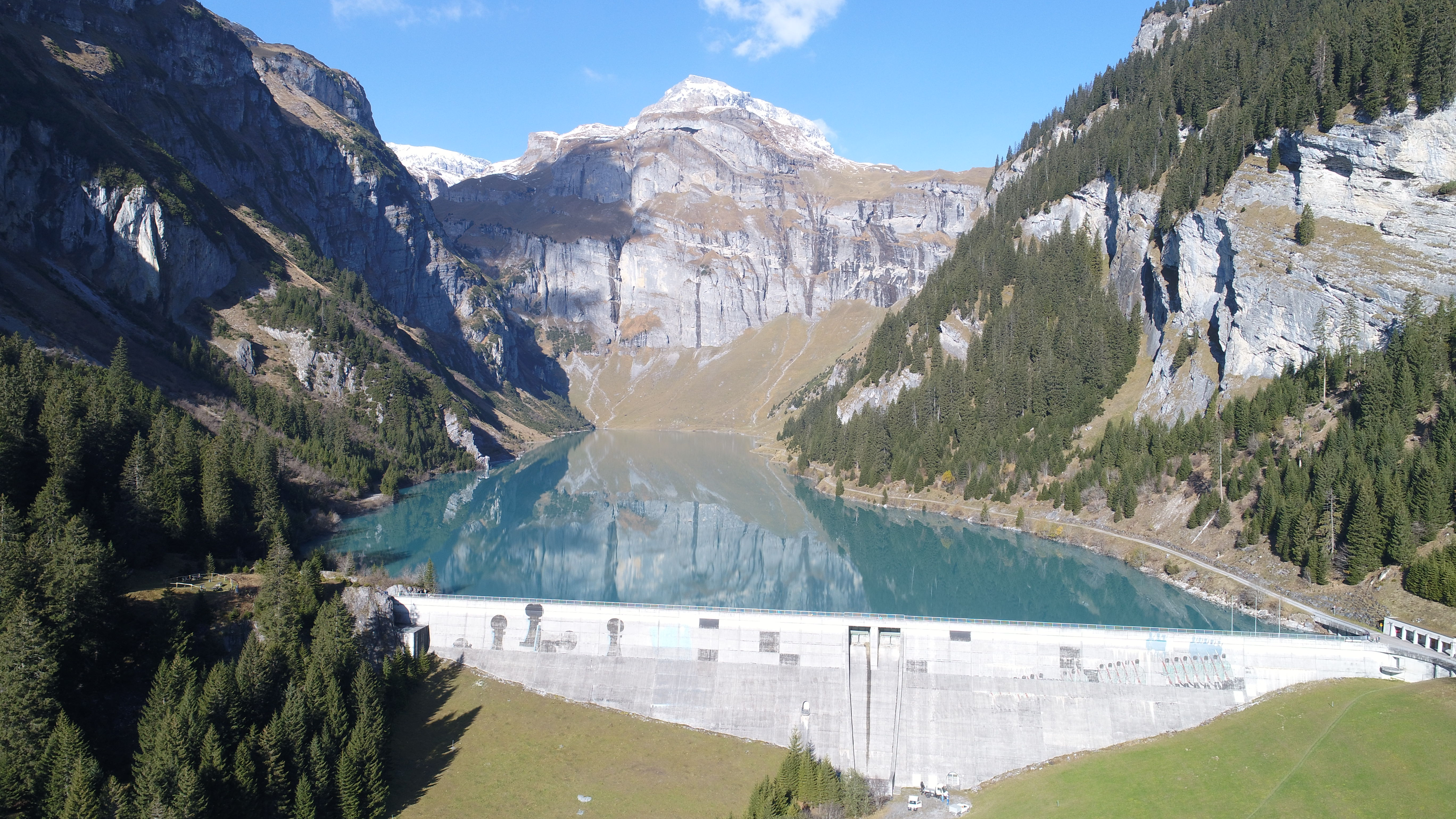
Panixersee

- Katholische Kirche St. Valentin[4]